# Западные лазающие полозы
Западные лазающие полозы (лат. Zamenis) — род змей семейства ужеобразных, обитающих в Евразии. Ранее включался в род лазающие полозы.

## Описание
Общая длина представителей этого рода колеблется от 70 см до 1 м. По строению головы и туловища схожи с видами из родов лазающих и настоящих полозов. Голова короткая, несколько уплощённая, слабо отделена от туловища шеей. Хвост довольно короткий. Кожа имеет коричневую, бурую или серую окраску с различными оттенками. На основном фоне есть яркие полосы или линии.

## Образ жизни
Населяют каменистые, скалистые местности, предгорья. Активны днём, питаются грызунами, мелкими птицами, их птенцами и яйцами.

## Размножение
Это яйцекладущие змеи. Самки откладывают до 20 яиц.

## Распространение
Обитают в Европе, Кавказе, Ближнем Востоке, Средней Азии.

## Классификация
На сентябрь 2018 года в род включают 6 видов:
- Zamenis hohenackeri (Strauch, 1873) — Закавказский полоз
- Zamenis lineatus (Camerano, 1891)
- Zamenis longissimus (Laurenti, 1768) — Эскулапова змея, или эскулапов полоз
- Zamenis persicus (Werner, 1913) — Персидский полоз
- Zamenis scalaris (Schinz, 1822) — Европейский лазающий полоз
- Zamenis situla (Linnaeus, 1758) — Леопардовый лазающий полоз